# 23989 Farpoint
23989 Farpoint è un asteroide della fascia principale. Scoperto nel 1999, presenta un'orbita caratterizzata da un semiasse maggiore pari a 2,6179235 UA e da un'eccentricità di 0,1910824, inclinata di 14,61308° rispetto all'eclittica.